# Unsichtbar (Roman)
Unsichtbar ist der Titel eines Romans von Paul Auster. Er erschien 2009 im englischen Original unter dem Titel Invisible. 2010 erschien die von Werner Schmitz übersetzte deutsche Ausgabe.

## Inhalt
Protagonist des Romans ist Adam Walker, der im ersten Teil des Romans von seinem Studium der Literatur an der New Yorker Columbia-Universität und seiner familiären Vorgeschichte berichtet, dem Ertrinkungstod des jüngeren Bruders, der schwierigen Familienkonstellation danach und der sehr engen Beziehung zur Schwester Gwyn. Walker will Dichter werden und arbeitet an der Studentenzeitung seiner Universität mit.
Auf einer Party lernt er 1967 den französischen Literatur-Dozenten Rudolf Born mit dessen Freundin Margot Jouffroy kennen. Als er der Einladung zu einem Abendessen in der Wohnung der beiden folgt, schlägt ihm Born vor, eine von ihm finanzierte anspruchsvolle Literaturzeitschrift herauszugeben. Walker stimmt begeistert aber dennoch ob des großzügigen Angebots irritiert zu. Als Born für einige Zeit nach Frankreich verreist, unterhalten Walker und Borns Freundin Margot eine intensive sexuelle Beziehung. Born erneuert nach seiner Rückkehr sein Angebot und verbringt mit Walker einen Abend. Auf einem Spaziergang werden sie von einem jungen Schwarzen mit einer Pistole bedroht. Sie sollen ihr Geld herausgeben. Rudolf Born zieht ein Messer und sticht auf den Angreifer ein. Gegen Borns Widerstand versucht Adam Walker, die Ambulanz herbeizurufen, trifft danach aber weder Born noch den Verletzten am Tatort an. Aus der Zeitung erfährt er, dass der Angreifer mit sechzehn Messerstichen tot in einem nahen Park gefunden wurde. Walker schließt daraus auf die Täterschaft von Born. Der droht ihm. Dennoch geht Walker nach einigen Tagen zur Polizei. Zu spät, Born hat die USA verlassen.
Im zweiten Teil erzählt der bekannte Schriftsteller Jim Freeman davon, dass ihm sein früherer Studienkollege Adam Walker geschrieben habe. Seit dem Studium hatten beide keinen Kontakt mehr. Nun berichtet Walker, dass er nur noch relativ kurze Zeit zu leben habe, und bittet Freeman um einen Besuch. Außerdem schreibt er von einem Romanprojekt, dessen erster Teil beendet sei. Er möchte gern Freemans Meinung dazu erfahren. Freeman lässt sich den schon fertiggestellten Teil zusenden und liest nun den ersten Teil von Unsichtbar. Auf Walkers Unsicherheit, wie er fortsetzen soll, schreibt Freeman an Walker, ihm habe bei einem seiner frühen Romane geholfen, dass er von ich auf er gewechselt sei. Walker folgt diesem Gedanken und sendet Freeman bald darauf den zweiten Teil seines Werks zu, das den Titel Sommer trägt. Bei Teil 1 handelte es sich offenbar um Frühjahr.
Hierauf folgt in „Unsichtbar“ das Kapitel Sommer, Walkers Text. Der handelt im Wesentlichen von der inzestuösen Beziehung zu seiner Schwester Gwyn. Diese setzt ihr bisheriges Studium in New York fort, zieht zu ihrem Bruder, und beide entschließen sich vor dem Hintergrund ihrer engen geschwisterlichen Beziehung und einer in ihrer gemeinsamen Kindheit einmal praktizierten Erprobung ihrer Sexualität zu einer intensiven sexuellen Beziehung, die erst durch Walkers Abreise nach Paris zu einem Studienjahr in Frankreich beendet wird.
In Teil drei berichtet Freeman von seinem Besuch in Oakland, seinem Besuch bei Walker. Der ist in der Zwischenzeit verstorben. Freeman erhält ein Fragment des dritten Teils von Walkers Roman. Die Überschrift lautet Herbst. In diesem Text beschreibt Walker seinen Aufenthalt in Paris. Freeman formuliert aus den nachgelassenen Fragmenten das abschließende Kapitel von Walkers Roman: Adam Walker stellt in Paris den Kontakt zu Margot Jouffroy wieder her, trifft zufällig Born und beschließt, diesem einen bösen Streich zu spielen. Walker will den Mord nicht ungesühnt lassen. Er folgt einer Einladung Borns zu dessen Verlobter Hélène Juin und ihrer Tochter Cécile. Nachdem er eine freundschaftliche Beziehung zu Cécile herstellen konnte und das Vertrauen der Mutter glaubt gewonnen zu haben, erzählt er dieser von dem Mord in New York. So will er die geplante Hochzeit zwischen Rudolf Born und Helène Juin vereiteln. Doch wird ihm nicht geglaubt und auch Cécile wendet sich von Walker ab. Bald darauf durchsucht die Polizei Walkers Hotelzimmer und findet ein Paket Haschisch, das ihm anscheinend untergeschoben wurde. Walker glaubt, dass dies Borns Rache sei. Der Untersuchungsrichter bietet Adam Walker mit Hinweis auf die Intervention einer hohen Persönlichkeit an, das Strafverfahren zu Gunsten einer Abschiebung aus Frankreich fallen zu lassen. Walker stimmt zu und verlässt das Land noch am selben Tag.
In Teil vier ergreift erneut der Schriftsteller Freeman das Wort. Erst hier beschreibt er die Kontaktaufnahme mit Walkers Schwester Gwyn. Diese erklärt, Teil eins des Romans sei offensichtlich autobiografisch und aufgrund ihrer Kenntnisse nachvollziehbar, die im zweiten Teil beschriebene inzestuöse Beziehung habe es allerdings nie gegeben. Sie schlägt dennoch vor, den Roman zu veröffentlichen. Dazu sollten allerdings alle Namen geändert werden. Jim Freeman, der nun in der (fiktiven) Wirklichkeit anders heißt, recherchiert zu den Personen in Walkers Roman und stellt fest, dass die Beschreibungen im ersten und dritten Teil einen realistischen Hintergrund haben. Weil er mehr erfahren will, sucht der nach den handelnden Personen, kann aber nur Cécile Juin ausfindig machen. Sie arbeitet als Literaturwissenschaftlerin. Freeman trifft sie und erhält einige ergänzende Informationen. Cécile Juin will zunächst nichts über ihre Wiederbegegnung mit Rudolf Born erzählen, stellt Freeman aber ihr Tagebuch zur Verfügung. Mit dem Kapitel „Cécile Juins Tagebuch“ schließt Paul Austers Roman ab. In diesem Text beschreibt Cécile Juin ihre Reise zu Born in die Karibik, auf die Insel Quillia. Nach seiner Tätigkeit als Professor in London ist Born dorthin umgesiedelt und als er von Hélènes Tod erfährt, setzt er sich mit ihrer Tochter Cécile in Verbindung, die seiner Einladung folgt. Während sie Borns Gastfreundschaft auf der schwül-tropischen Insel genießt, breitet Born seine Lebensgeschichte mäandernd aus und macht ihr unvermittelt einen Heiratsantrag. Er will mit Cécile einen auf seiner Biografie beruhenden Spionage-Roman schreiben und enthüllt ihr andeutungsweise sein Mitwirken bei den Geschehnissen um Adams Abreise aus Paris und dem Unfall ihres Vaters. Cécile reist überstürzt ab.

## Interpretation / Form
Gegenstand von Austers Roman ist u. a. das Spannungsfeld zwischen Fiktion und Wirklichkeit in der Literatur. Weder wird klar, ob Born wirklich der eiskalte Mörder ist, als der er in Walkers Wahrnehmung erscheint, noch wird der Wahrheitsgehalt des Inzests zwischen den Geschwistern Walker geklärt. Wer steckt hinter der Haschischgeschichte, war Born ein Spion und schließlich, wer ist hier Autor? Ein Vexierspiel mit vielen Möglichkeiten des modernen Romans, die sich auch in der komplexen Form des Romans finden, der sich zwischen Autobiografie, dem ‚Buch im Buch’ und Tagebuch bewegt.

## Quelle
- Paul Auster Unsichtbar, Rowohlt, Reinbek bei Hamburg, 2010, ISBN 978-3-498-00081-3